# 七星剣
七星剣（しちせいけん）は、中国の道教思想に基づき北斗七星が意匠された刀剣の呼称。破邪や鎮護の力が宿るとされ、儀式などに用いられた。七星刀、七星宝刀とも。

## 中国における七星剣
古くは『呉越春秋』に、伍子胥が先の楚王から授かった百金の価値ある剣として、七星剣の記述がある。

## 日本における七星剣
中国の道教思想に基づくとされる日本の直刀。歴史的価値を持つとされる七星剣が数点現存確認されている。

### 大刀契の七星剣
三種の神器に次ぐ宝器としての位置づけにあった大刀契のうち、4世紀に百済王から倭王に奉献された二振りの霊剣護身剣と破敵剣は七星文などの意匠がある。護身剣は内裏に安置され、破敵剣は節刀に用いられた。天徳4年（960年）に焼失、応和元年（961年）に安倍晴明・賀茂保憲らによって再鋳造されたが、寛治8年（1094年）に焼失した。

### 四天王寺所蔵の七星剣

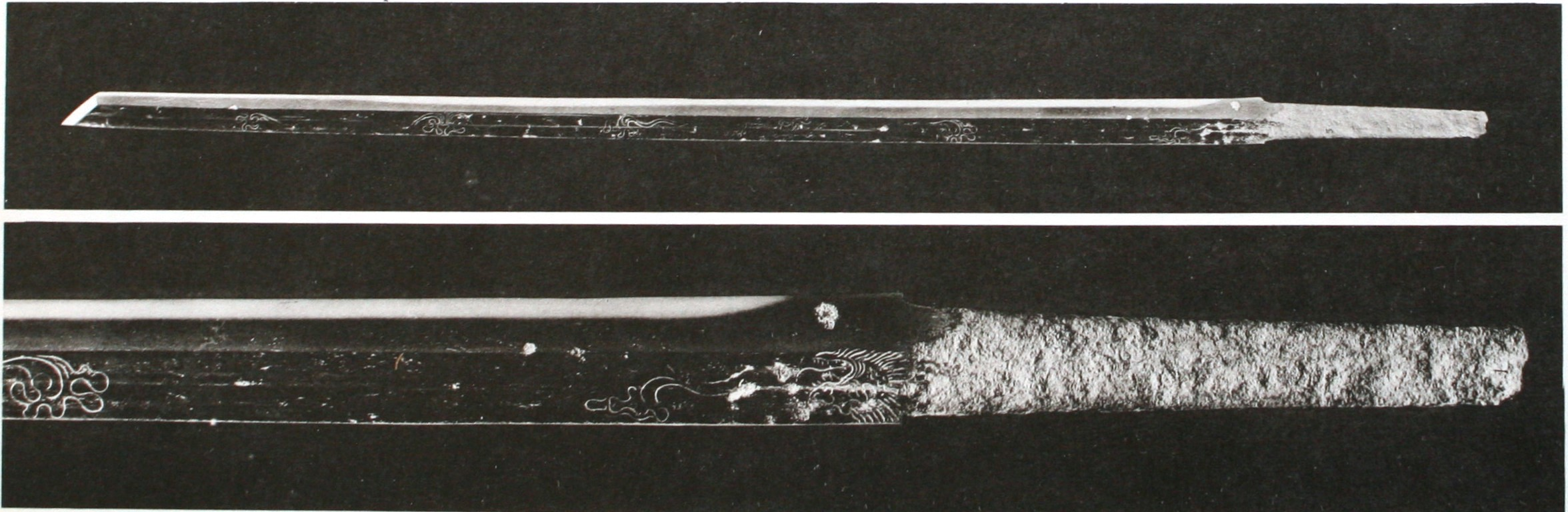
七星剣
（四天王寺蔵）

四天王寺所蔵の七星剣は、長さ62.1cm、切刃造りの鉄剣。国宝（1952年3月29日指定）。名前の由来は、七星文つまり北斗七星が描かれていたことによる。七星文の他には雲形文・三星文・竜頭・白虎などが描かれている。丙子椒林剣とともに聖徳太子の佩刀であるが、少なくとも鎌倉時代から錆身で拵えもなくなっている。作風は丙子椒林剣にくらべ、スラグの残留物が目立つものの、地金は小板目がよく練れ地沸が厚くつき、これに小沸ついた細直刃を焼く。戦後、小野光敬（人間国宝）によって研磨され、現在は東京国立博物館に寄託されている。
この七星剣にある楔形の象嵌は、長い間製法が謎とされていたが金工・柳村仙寿により再発見され、刀工・隅谷正峯の作刀により写された。以降多数の刀工金工により制作されている。

### 法隆寺の銅七星剣（七星文銅太刀）
七曜剣、七曜御剣とも。七星文の他には雲形文・日・月が描かれている。かつては法隆寺金堂の持国天像の手にあり、聖徳太子の幼少期の守り刀であったと伝わる。増長天像の剣（無文銅太刀）と同様に銅剣である。明治11年（1878年）の法隆寺献納宝物に含まれたが、選定段階の明治9年（1876年）から返還が希望されていたが叶えられなかったもので、明治40年（1907年）に代わりに模造を作って持たせている。昭和22年（1947年）に数点の宝物とともに2本の銅剣は返還され金堂の四天王立像の手ではなく大宝蔵殿で公開、その後平成10年（1998年）に完成した大宝蔵院に移された。

### 正倉院の呉竹鞘御杖刀
呉竹鞘御杖刀（くれたけさやのごじょうとう）は、七星文の他には雲形文や三星文が描かれ、竹で包んだ木鞘に納められた仕込み杖になっている。聖武天皇の七七忌の東大寺献物帳である国家珍宝帳に記載されており、正倉院には呉竹鞘御杖刀を含めて8本の七星剣が納められていたが、北倉の100本あった国家珍宝帳記載品の刀剣のうち藤原仲麻呂の乱（恵美押勝の乱）で持ち出されたことによって現存するのは3本のみになっており、呉竹鞘御杖刀以外の七星剣は現存していない。

### 稲荷山遺跡の七星剣
1983年、千葉県成田市の稲荷山（とうかやま）遺跡にて筑波大学による発掘調査で、鉄剣の一部が発見された。2003年、元興寺文化財研究所のX線調査により象眼跡の北斗七星を確認、四天王寺伝来の七星剣との比較などにより七星剣の一部であるとして2007年3月に発表された。七星剣が発掘された初のケースとなっている。9世紀頃に火葬によって埋められたものであり刀身自体はさらに古い時代のものと見られている。

### その他の七星剣
- 一宮神社の鉄剣 - 高知県の幡多郷土資料館で展示。1988年、元興寺文化財研究所の調査により七星剣であると発表された。形状や材質から、5世紀頃に朝鮮半島で作られたものと見られている。
- 三寅剣 - 長野県小海町松原にある松原諏方神社の神官を務めていた畠山家に伝わっていたもので、「三寅剣」（さんいんけん）と銘がある。七星文などの意匠がある。1994年に鑑定され、7 - 8世紀頃のものとされる
- 東寺の不動明王像の利剣 - かつてのものは七星文があったという[3]。

## 七星剣（七星刀）が登場する作品
- 古典文学

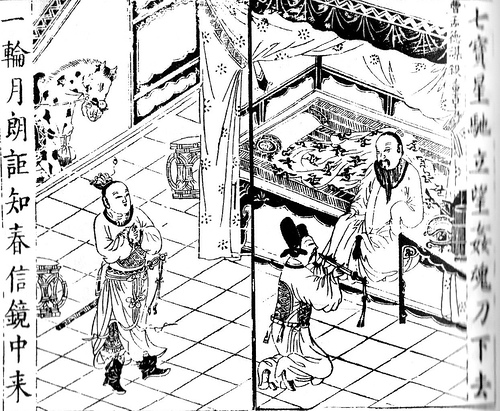
七星宝刀と董卓（三国志演義）

  - 三国志演義 - 王允が曹操に渡した宝刀。曹操はこれを使って董卓を暗殺しようとしたが、事が露見しそうになり、機転を利かせて董卓に献上したことでその場を凌いだ。
  - 西遊記 - 金角・銀角が太上老君から盗み出した宝のひとつ。本来は太上老君が妖魔を従わせるための品。
- 漫画
  - 真・中華一番! - 「七星刀のレオン」が持つ大小7本から成る包丁セット「七星刀」。
  - 疾風伝説彦佐 - 山本晃（現・山本航暉）の漫画。主人公「彦佐」が持つ刀。続編である「疾風伝説彦佐 疾風の七星剣」にも登場。
- 映画
  - ONE PIECE 呪われた聖剣 - 「世界で最も美しい刀」と言われているが実際は邪悪な意思を持ち、手にした者を操る。いわゆる妖刀の類。
- ゲーム
  - ロマンシング サ・ガ3 - 武器固有技を使用すると、ゲーム中最強の武器攻撃力を誇る剣に変化する。
  - サガ フロンティア2 - 七星剣のほか、丙子椒林剣も登場する。
  - 真・女神転生デビルサマナー - しちせいけんと言う名前で登場し、むめいのかたなに悪魔を合体させて作ることが出来る、PSPに移植された際は漢字の七星剣で登場する。
  - 央華封神RPG - 風水・卜占の仙人が作り出せる仙宝。霊体を斬れたり、陰の気を感じて曇ったりする特性を持つ。
  - グランディア エクストリーム - 武曲・破軍・巨門・貧狼・禄存・廉貞・文曲 と7種類の七星剣が登場する。それぞれステータスや攻撃力、付与される特殊効果が違う。
  - しんけん!! - 登場キャラクターの一人である七星とみみが使用する武器。作中の型録での解説では四天王寺所蔵の物をモデルにしている。
  - 天華百剣 -斬- - 人の姿に変化した七星剣が登場。同じく人の姿に変化した刀剣「巫剣」たちを束ねる組織「御華見衆」の総司令を務める。
  - グランブルーファンタジー - ゲーム内イベント「決戦！星の古戦場」で獲得できる武器「天星器」の1つとして登場。強化を進めることで「十天衆」の頭目である「シエテ」を獲得出来る。また、七星剣のほか、丙子椒林剣もガチャで獲得できるが、ゲーム内での繋がりは特にない。
  - 刀剣乱舞 - 2022年4月、ゲーム内イベント「大侵寇」終了後に登場。神技と呼ばれる剣男士特有の特殊能力を所持している。七星剣は『習得の力』で戦闘中七星剣を除く部隊の刀剣男士の獲得出来る経験値を増加させる。掴みどころがなくクールな性格をしている。